# Montierchaume
Montierchaume ist eine französische Gemeinde mit 1.637 Einwohnern (Stand: 1. Januar 2022) im Département Indre in der Region Centre-Val de Loire; sie gehört zum Arrondissement Châteauroux und zum Kanton Ardentes. Die Einwohner werden Montierchaumois genannt.

## Geografie
Die Gemeinde Montierchaume liegt etwa fünf Kilometer nordöstlich des Stadtzentrums von Châteauroux. Dirch den Norden des Gemeindegebietes fließt die Vignole. Umgeben wird Montierchaume von den Nachbargemeinden La Champenoise im Norden, Neuvy-Pailloux im Nordosten, Diors im Osten und Südosten, Déols im Süden und Südwesten sowie Coings im Westen.
Durch die Gemeinde führt die Route nationale 151.

## Bevölkerungsentwicklung
| Jahr                       | 1962 | 1968 | 1975 | 1982 | 1990 | 1999 | 2011 | 2017 |
| Einwohner                  | 821  | 702  | 1001 | 1325 | 1752 | 1757 | 1676 | 1665 |
| Quellen: Cassini und INSEE |      |      |      |      |      |      |      |      |

## Sehenswürdigkeiten
- Kirche Saint-Maurice mit Jungfrauenstatue aus dem 15. Jahrhundert, als Monument historique eingestuft

## Gemeindepartnerschaft
Mit der polnischen Gemeinde Dobre Miasto in der Woiwodschaft Ermland-Masuren besteht seit 1997 eine Partnerschaft.